# Grace Ebun Delano
Grace Ebun Delano (sinh ngày 13 tháng 11 năm 1935 tại Kaduna) là một y tá và nữ hộ sinh, người đã đóng một vai trò quan trọng trong việc tiên phong trong kế hoạch hóa gia đình và các dịch vụ sức khỏe sinh sản ở Nigeria. Bà đồng sáng lập Hiệp hội Sức khỏe Sinh sản và Gia đình mà cô là giám đốc trong nhiều năm, đã làm cố vấn cho nhiều tổ chức khác nhau trên khắp Châu Phi, và đã viết và đồng tác giả nhiều cuốn sách và bài viết về sức khỏe phụ nữ và các chủ đề liên quan. Năm 1993, bà được trao giải thưởng Sasakawa của Tổ chức Y tế Thế giới cho công việc phát triển sức khỏe.

## Giáo dục và giáo dục sớm
Grace Ebun-Oluwa Samuel được sinh ra tại Kaduna vào ngày 13 tháng 11 năm 1935 với cha mẹ Yoruba. Tên bà ấy là Ebun-Oluwa có nghĩa là món quà từ Chúa ở Yoruba: cô ấy bất ngờ được sinh ra cho một bà mẹ bốn mươi bốn tuổi với một đứa con khác, một cậu bé mười tuổi. Bà lớn lên nhận ra rằng mẹ bà đã gặp phải một loạt khó khăn với việc mang thai và tử vong ở trẻ em.
Mẹ bà, người ít đi học, đã ủng hộ sự nhiệt tình của con gái đối với việc giáo dục và cho con đi học ở Lagos khi bà mười ba tuổi. Delano giành được học bổng cho phép bà chuyển đến các trường tiên tiến hơn, kết thúc với Trường Ngữ pháp Abeokuta. Với sự giúp đỡ từ mẹ và anh trai Delano đã đến Anh năm 1956 trong ba năm đào tạo điều dưỡng. Sau đó, bà học ngành hộ sinh và sau đó được đào tạo như một y tá huyện. Đây là khi bà tình cờ gặp những người phụ nữ muốn giúp họ tránh thai, và cô đã có cơ hội đi đến các bài giảng về kế hoạch hóa gia đình và sử dụng cơ hoành. Delano trở lại Nigeria vào năm 1961 và năm sau đó có một công việc trong đơn vị thai sản tại Bệnh viện Đại học College, Ibadan. Đến lúc đó bà đã kết hôn với thẩm phán tương lai Tunde Delano.

## Nghề nghiệp
Công việc của cô là y tá nhân viên phụ sản dẫn đến việc bà tham gia một dự án bắt đầu bởi một giáo sư Đại học Ibadan, và bà trở thành y tá phụ trách chương trình kế hoạch hóa gia đình bệnh viện giảng dạy đại học đầu tiên ở Nigeria. Trong những năm qua, chương trình lan rộng từ thành thị đến nông thôn, và từ việc cung cấp tại bệnh viện đến các sáng kiến dựa vào cộng đồng, bao gồm phân phối nguồn cung cấp qua các thị trường truyền thống. Công việc này liên quan đến các chuyến thăm nước ngoài: trong những chuyến đi đầu tiên đến Hoa Kỳ để đào tạo, và sau đó Delano đã đi làm tư vấn cho nhiều quốc gia châu Phi khác. Phần lớn công việc của cô được tài trợ hoặc tài trợ một phần bởi các cơ quan quốc tế như USAID, Pathfinder International và Ford Foundation. Sau khi cô viết một cuốn sách thông tin đơn giản về kế hoạch hóa gia đình, Quỹ Dân số Liên Hợp Quốc (UNFPA) đã trả tiền để được in và phân phát bằng năm thứ tiếng. Bà tiếp tục viết một vài cuốn sách khác và đã viết hoặc đồng sáng tác nhiều bài báo liên quan đến sức khỏe học thuật. UNFPA cũng hỗ trợ hướng dẫn lâm sàng tiên phong của cô về IUCD.
Vào những năm 1980, bà đã kết nối với Trung tâm Phát triển Dân số và Hoạt động Dân số (CEDPA), nơi từng tổ chức đào tạo phát triển lãnh đạo cho phụ nữ, đặc biệt là hỗ trợ các sáng kiến giáo dục và y tế. Nó hiện là một phần của Plan USA. Delano bắt đầu cảm thấy tự tin hơn khi nói trước công chúng, và đi đến các hội nghị, gặp gỡ các nhà lãnh đạo nữ khác và lên kế hoạch chiến lược để giúp phụ nữ, đặc biệt là các vấn đề sinh sản.
Khi còn làm việc trong Đại học Ibadan (bà rời năm 1992), Delano bắt đầu hợp tác với các tổ chức cộng đồng để phát triển một tổ chức phi chính phủ mới trở thành Hiệp hội độc lập về sức khỏe sinh sản và gia đình (ARFH). Nó mở rộng, bổ sung sức khỏe tình dục vị thành niên  và các lĩnh vực khác  vào mối quan tâm của mình và làm việc với chính phủ về các dự án HIV/AIDS. Tài liệu giáo dục và tư vấn ARFH được sử dụng ở nhiều nước châu Phi. Một đồng nghiệp quan trọng trong công việc này là Giáo sư OA Ladipo, chủ tịch của ARFH. Delano là phó chủ tịch và giám đốc trong hơn 25 năm. Vào tháng 11 năm 2015, vào khoảng thời gian sinh nhật lần thứ 80 của bà, có một sự kiện với các bài giảng về hưu và giá trị trong danh dự của bà.
Bà thường được mô tả với các cụm từ như một nhà lãnh đạo sức khỏe sinh sản kỳ cựu ở Nigeria, và "Y tá/nữ hộ sinh kỳ cựu với một sự nghiệp xuất sắc trong quản lý kế hoạch hóa gia đình và sức khỏe sinh sản kéo dài hơn 50 năm." 

## Vị trí và giải thưởng
- Giám đốc điều hành và Phó Chủ tịch Hiệp hội Sức khỏe Sinh sản và Gia đình Nigeria (ARFH)
- Tổ chức Y tế Thế giới Giải thưởng Sasakawa 1993 [13]
- Giải thưởng Xuất sắc cho những đóng góp quan trọng cho sự thành công của Sáng kiến Sức khỏe Sinh sản Đô thị Nigeria (NURHI)..) [14]
- Tư vấn về sức khỏe sinh sản cho nhiều tổ chức ở Nigeria và các nước châu Phi khác.
- Điều phối viên quốc gia cho Trường Y tế Công cộng Johns Hopkins - Các chương trình truyền thông
- Thành viên của trường Cao đẳng Điều dưỡng Tây Phi [15]
- Thành viên của Viện nghiên cứu nhân đạo và phát triển xã hội [16]
- Tổng thư ký Hiệp hội Nữ hộ sinh chuyên nghiệp Nigeria
- Cố vấn cho Liên đoàn Phụ huynh có kế hoạch quốc tế